# Jászkisér
Jászkisér  este un oraș în districtul Jászapát, județul Jász-Nagykun-Szolnok, Ungaria, având o populație de 5.781 de locuitori (2011). 

## Demografie
Componența etnică a orașului Jászkisér
     Maghiari (85,84%)
     Romi (13,44%)
     Necunoscut (0,25%)
     Alții (0,47%)
Componența confesională a orașului Jászkisér
     Romano-catolici (38,4%)
     Reformați (19,79%)
     Fără religie (10,21%)
     Necunoscută (31,02%)
     Alte religii (0,99%)
Conform recensământului din 2011, orașul Jászkisér avea 5.781 de locuitori. Din punct de vedere etnic, majoritatea locuitorilor (85,84%) erau maghiari, cu o minoritate de romi (13,44%). Apartenența etnică nu este cunoscută în cazul a 0,25% din locuitori. Nu există o religie majoritară, locuitorii fiind romano-catolici (38,4%), reformați (19,79%) și persoane fără religie (10,21%). Pentru 31,02% din locuitori nu este cunoscută apartenența confesională.

## Orașe înfrățite
- Stara Moravica, Serbia
- Szczyrk, Polonia
- Niederlenz, Elveția